# Sally Fallon Morell
Sally Fallon Morell, née le 22 juin 1948 à Santa Monica,, est une essayiste américaine qui œuvre pour le retour à une alimentation saine et « ancestrale » — dite « à forte densité nutritionnelle » — calquée sur les préceptes édictés par Weston Price,.
Auteur de plusieurs ouvrages consacrés à la nutrition — dont Nourishing Traditions® —, elle est cofondatrice et présidente de la Weston A. Price Foundation,.
Elle tient également, aux côtés de son époux Geoffrey Morell, une « ferme expérimentale » — à Brandywine dans le comté du Prince George du Maryland — qui met en application les principes d'élevage qu’elle prône, dont une campagne visant à promouvoir ce qu’elle appelle « le vrai lait,, ».
En septembre 2020, elle cosigne un livre avec Thomas Cowan — The Contagion Myth — qui relaie les thèses d’un opuscule rédigé par Arthur Firstenberg (en) : The Invisible Rainbow. Dans ce livre, les auteurs prétendent que les maladies, y compris la Covid-19, ne sont pas causées par des pathogènes comme des virus ou des bactéries.

## Œuvres
- (en) Sally Fallon, Mary G. Enig (en) (ill. Kim Waters Murray, Marion Dearth), Nourishing Traditions®: The Cookbook that Challenges Politically Correct Nutrition and the Diet Dictocrats [« Nourishing Traditions® : Le livre de cuisine qui révolutionne les régimes restrictifs politiquement corrects en défiant les dictats diététiques »], Washington, DC, NewTrends Publishing, Inc., 1999 (réimpr. 2005), 2e éd. (1re éd. 1995 (LCCN 97143385) in additional collaboration with Pat Connolly Murray), 668 p. (ISBN 0967089735, EAN 9780967089737, OCLC 890002626, LCCN 2001265819)[3]
- (en) Mary G. Enig (en), Sally Fallon, Eat fat, lose fat : lose weight and feel great with three delicious, science-based coconut diets [« Manger gras pour perdre du gras : maigrir et rester en forme grâce trois succulentes approches alimentaires scientifiques à base de noix de coco »], New York, Hudson Street Press (en), 2005, 295 p. (ISBN 1594630054, LCCN 2004016663)
- (en) Ramiel Nagel (préf. Sally Fallon), Healing our children : sacred wisdom for preconception, pregnancy, birth and parenting, Los Gatos, CA, Golden Child Pub., 2009, 385 p. (ISBN 0982021313, EAN 9780982021316, LCCN 2008933991)
- (en) Sally Fallon, Kaayla T. Daniel, PhD, CCN (ill. Mary Woodin), Nourishing Broth: An Old-Fashioned Remedy for the Modern World [« Bouillons roboratifs : Un remède à l’ancienne destiné au monde moderne »], Little, Brown and Company, 2014 (ISBN 1455529222, EAN 9781455529223, OCLC 1023127309, LCCN 2014012998)[5]
- (en) Sally Fallon Morell, Nourishing diets : how Paleo, ancestral and traditional peoples really ate, New York, Grand Central Life & Style, 2018 (ISBN 1538711680, EAN 9781538711682, LCCN 2018931666)
- (en) Sally Fallon Morell (préf. Nina Teicholz), Nourishing fats : why we need animal fats for health and happiness, New York, Grand Central Life & Style, 2018, 1re éd. (ISBN 1455592552, EAN 9781455592555, LCCN 2016040436)
- (en) Thomas Cowan (préf. Sally Fallon Morell), Vaccines, Autoimmunity, and the Changing Nature of Childhood Illness, Chelsea Green Publishing (en), 2018 (ISBN 1603587772, LCCN 2018011990)
- (en) Sally Fallon Morell, A Campaign for Real Milk, Weston A. Price Foundation, 2018
- (en) Thomas Cowan, Sally Fallon Morell, The Contagion Myth: Why Viruses (including "Coronavirus") Are Not the Cause of Disease [« Le Mythe de la contagion : Pourquoi les virus — y compris le « coronavirus » — ne sont pas la cause des maladies »], New York City, Skyhorse Publishing (en), 2020 (ISBN 1603586199, 1510764623 et 151076464X),  (EAN 9781510764620 et 9781510764644), (OCLC 1199980267 et 1199980267)[11]